# Drum & Core
Crossbreed (občas nazýván jako Hardcore Drum & Bass nebo Core & Bass, zřídka Brokencore anebo Drum & Core) je poměrně mladý hudební styl. Jedná se o mix žánrů drum and bass a hardcore (drum & bass + hardcore). Samo o sobě je to nejtvrdší a nejtěžší forma drum and bassu.

Pro crossbreed je typické používání amen breaků na pozadí tvrdého hardcorového kopáku. Crossbreed rovněž využívá kombinaci jak hardcorových tak i drum and bassových rytmů.
V České republice je možné tento styl slyšet např. na každoroční akci Therapy Sessions.

## Interpreti
- Bong-Ra
- Cooh
- C-Netik
- Current Value
- Deathmachine
- Donny
- Gancher & Ruin
- Forbidden Society
- Fragz
- Hallucinator
- I:gor
- Igneon System
- Katharsys
- Limewax
- Lowroller
- Nagato
- Peter Kurten
- Ruin
- Sinister Souls
- Switch Technique
- The DJ Producer
- The Panacea
- The Outside Agency / DJ Hidden & Eye-D
- Thrasher
- Triamer

## Vydavatelství
- Genosha One Seven Five
- Nekrolog1k Recordings
- PRSPCT
- Union Recordings
- Yellow Stripe Recordings
- Hidden Company recs.
- Drumatch Records